# Ferdynand Antoni Ossendowski

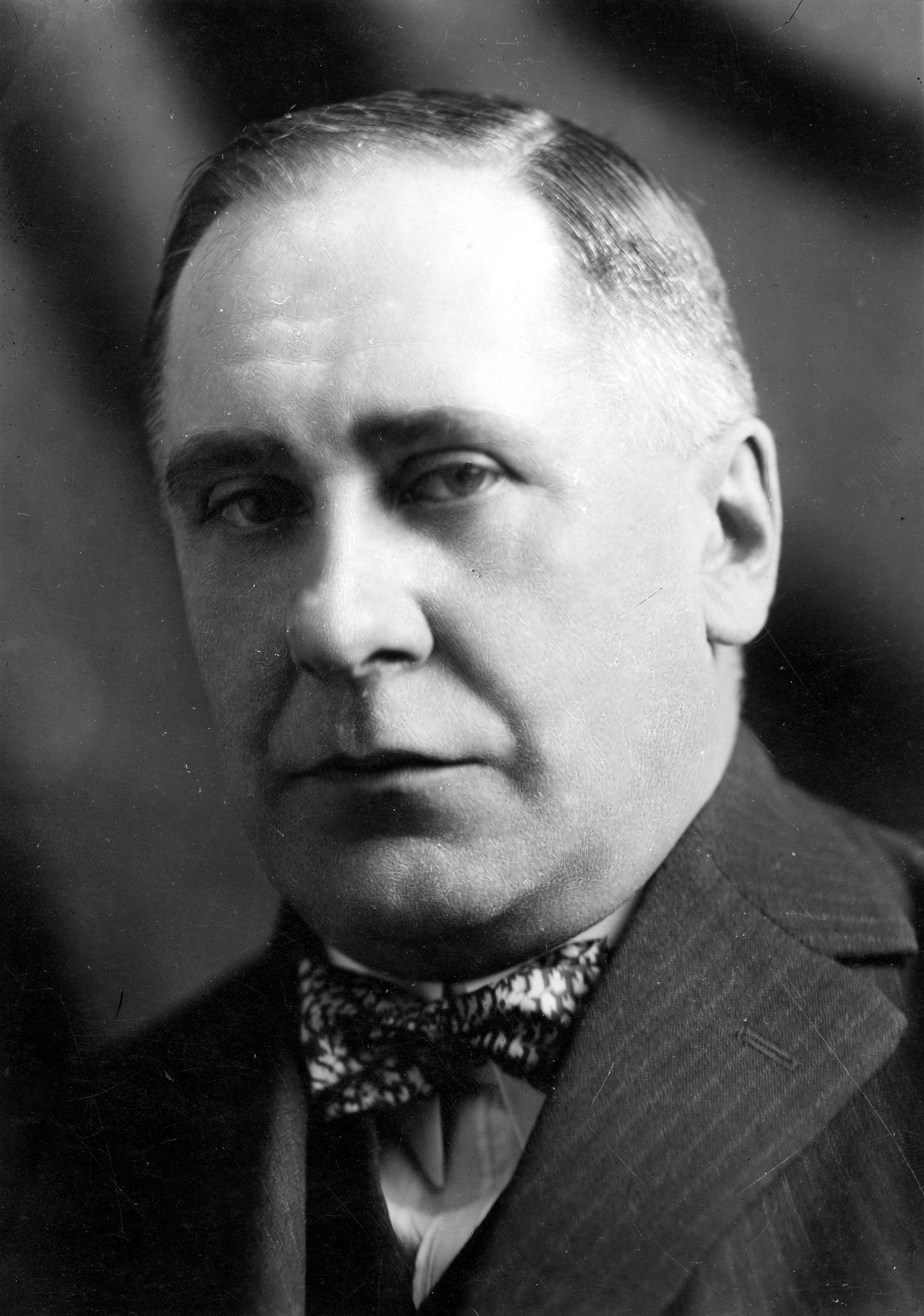
Ferdynand Ossendowski

Ferdynand Antoni Ossendowski, född 27 maj 1876 i Ludza, guvernementet Vitebsk, död 3 januari 1945 i Żółwin, var en polsk författare.
Ossendowski gjorde sig känd främst som reseskildrare och äventyrsberättare med motiv från utomeuropeiska länder, särskilt det asiatiska Ryssland. I svensk översättning från engelskan har utgetts Odjur, människor och gudar (1923, 6:e upplagan 1924), Asiens underbara värld (4:e upplagan 1924) och Fjärran östern (1926). Översatt från polskan är På de stora vidderna. Sibiriska och japanska noveller (1925). På polska har dessutom bland annat utkommit den för ungdom skrivna boken En apas liv och äventyr (1928), den biografiska berättelsen Lenin (1929) samt reseskildringar från Afrika och Främre Asien. Ossendowski vävde i sina berättelser ofta samman verklighet och dikt på ett underhållande sätt.